# Beiderseits vom Schienenweg

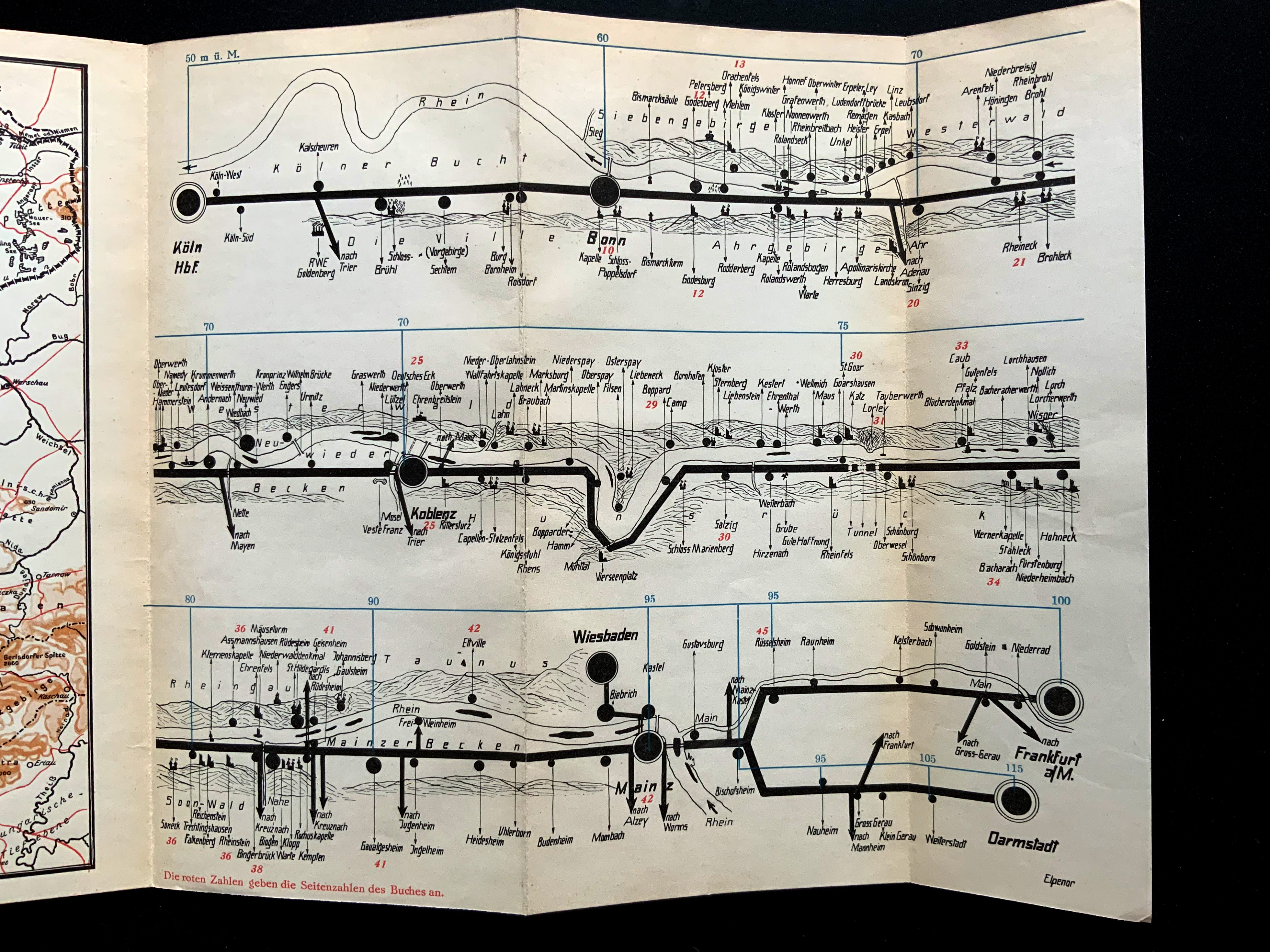
Ausklappbare Bahntrassenkarte (Heft 6, 1929)

Beiderseits vom Schienenweg war eine von 1928 bis 1933 erschienene Publikation des Verlags Wiegandt & Grieben, Berlin. Die 15 Ausgaben, herausgegeben von Werner Kalmer, beschrieben auf jeweils rund 50 Seiten spezielle Reiserouten mit der Bahn innerhalb des Deutschen Reichs. Einige Hefte erlebten mehrere überarbeitete Neuauflagen, wie zum Beispiel Ausgabe 1 von 1928, 1929 und 1933. Sie trägt den Titel „Berlin – München über Halle – Nürnberg – Augsburg oder Ingolstadt“. Das letzte Heft (15, von 1932) handelt von der Bahnstrecke Münster nach Köln.
Beiderseits vom Schienenweg war hochwertig aufgemacht. Die Ausgaben wirkten je nach dem Material des Deckels wie Hefte oder Bücher. Sie hatten das ungewöhnliche Hochformat 1:2. Das Inhaltsverzeichnis listete alle tangierten Orte, Flüsse, Sehenswürdigkeiten auf. Am Ende fand sich eine ausklappbare Faltkarte mit Trassenverläufen und Höhenprofilen. Fast jede Seite zeigte ein Schwarzweißfoto. Mit ihrem erzählerisch-didaktischen Inhalt galten sie als anspruchsvolle Reisebegleiter, die man am besten während der Fahrt oder in Vorbereitung der Fahrt las.
Die Ausgabe 6 von 1929 führt die Leser die Bahnstrecke auf der linken Rheinseite entlang von Köln nach Frankfurt/Man bzw. Darmstadt. Das Heft beginnt mit „Allgemeinen Reisewinken“, wozu eine Beschreibung der Personenzugtypen und Fahrpreise gehört. Hier wird darauf hingewiesen, dass der von Mitropa betriebene Speisewagen allen Klassen von Reisenden zur Verfügung steht und zu den Hauptessenszeiten Platzkarten erfordert. Die Ausgabe schließt mit einer Auflistung der Reisebüros entlang der Strecke.
Heft 5 (in der Ausgabe von 1930) beschreibt die Bahnreise von Amsterdam nach Köln. Nach der Passage der Grenzstation Zevenaar wird die Zeitumstellung zwischen Amsterdamer Zeit und Mitteleuropäischer Zeit erläutert.
Beiderseits vom Schienenweg war eine von der Reichsbahn unabhängige Veröffentlichung. Die letzte Ausgabe erschien 1933. Das Reichsbahn-Werbeamt für den Personen- und Güterverkehr gab ab 1935 eine vergleichbare Publikation in ähnlichem Format heraus, nämlich Reisen und Schauen.

## Rezeption
Die Zeitung Deutsche Mädchenbildung meinte zu „Beiderseits vom Schienenweg“, dass, „wer auf Eisenbahnfahrten gediegene Reiselektüre kaufen will, … zu den Heftchen der Sammlung ‚Beiderseits vom Schienenweg‘, die das Wissenswerteste in geographischer und kulturgeschichtlicher Beziehung über Stadt und Land beinhaltet“, greifen möge.